# Hamid Surijan
Hamid Surijan Rejhanpur (pers. حمید سوریان ریحانپور; ur. 24 sierpnia 1985 w Teheranie) – irański zapaśnik startujący w kategorii do 55 kg w stylu klasycznym, mistrz olimpijski, sześciokrotny mistrz świata, dwukrotny mistrz Azji.
Największym jego sukcesem jest złoty medal igrzysk olimpijskich w Londynie w wadze 55 kg. Na olimpiadzie w Pekinie 2008 zajął piąte miejsce, a w Rio de Janeiro 2016 ukończył rywalizację na jedenastej pozycji w kategorii 59 kg.
Zdobył sześć złotych medali mistrzostw świata w latach 2005-14. Piąty na igrzyskach azjatyckich w 2010. Mistrz Azji w 2007 i 2008. Pierwszy w Pucharze Świata w 2014 i drugi w 2012 roku.